# Georges Fleurix
Georges Antoine Fleurix (Molenbeek-Saint-Jean, 31 agosto 1892 – ...) è stato un pallanuotista belga, vincitore di una medaglia d'argento all'olimpiade di Parigi 1924.